# Machgalyn Bajardżawchlan
Machgalyn Bajardżawchlan (mong. Махгалын Баяржавхлан; ur. 18 czerwca 1978) – mongolski judoka. Olimpijczyk z Pekinu 2008, gdzie zajął 21. miejsce w wadze ciężkiej. Piąty na igrzyskach azjatyckich w 2002. Uczestnik mistrzostwa Azji w 2008 roku.
Chorąży reprezentacji na igrzyskach w 2008 roku.

## Letnie Igrzyska Olimpijskie 2008
| Konkurencja | Eliminacje                 | Klas. końcowa |
| Konkurencja | Przeciwnik I               | Miejsce       |
| ----------- | -------------------------- | ------------- |
| +100 kg     | Janusz Wojnarowicz (POL) P | 21.           |